# Ansonia siamensis
Ansonia siamensis är en groddjursart som beskrevs av Ruth Kiew 1985. Ansonia siamensis ingår i släktet Ansonia och familjen paddor. IUCN kategoriserar arten globalt som sårbar. Inga underarter finns listade i Catalogue of Life.